# Кременик
Кременик е село в Западна България. То се намира в община Дупница, област Кюстендил.

## География
Кременик е село в Западна България. То се намира в община Дупница, област Кюстендил.
Разположено е на 720 м надморска височина. В югоизточния край на селото започва един от ръкавите на язовир Дяково.
Населението му към 15.12.2007 наброява 63 жители. През последните няколко десетилетия около 50 къщи бяха преустроени или построени наново като вили на граждани предимно от Дупница, Кюстендил, Перник и София, което спря упадъка на селото и постепенно го превръща във все по-оживено място за почивка и отдих.
Според класификацията на В. Миков (В. Миков – „Произход и класификация на имената на българските градове, села реки и планини“ 1943) наименованието на селото се включва в групата имена, които отразяват „свойства на почвата“.

## Инфраструктура
Селото е водоснабдено и електрифицирано. Няма изградена канализационна система. До селото води асфалтиран път, който е обновен през 2009 г. Уличната мрежа се състои от една главна улица с много разбит асфалт, северно и южно от нея са прокарани две къси успоредни улици с трошено-каменна настилка и свързани с главната улица с две къси пресечки. Има постоянна автобусна линия от автогара Дупница до Кременик три пъти дневно.

## История
Не е известно с точност кога и от кого е основано с. Кременик. Възрастните жители разказват, че селото е съществувало още по време на османската власт, но се е намирало северно от сегашното местоположение на селото в местността наричана „Друмо“. Според Йордан Еленин („Топонимията на Дупнишко“ – Ун. изд. Н.Рилски, Бл-град, 2006) селото вероятно е възникнало около турски чифлик. През 1570 г. селото е регистрирано в турски данъчни дефтери като тимар на турчин на име Али син на Дервиш (Ali bin Derwis). По това време в регистъра са записани 20 мъжки имена на глави на семейства, 16 имена на ергени и две имена на вдовици (като глави на семейства). Записани са и две мюсюлмански имена: Емир син на Хусеин и Синан Тимур. Липсват обаче типичните за помохамеданчените българи от типа „bin Abdullah“, имена. Няма точни данни кога селото се е преместило от „Друмо“ в настоящата територия (наричана „Доло“). Предполага се, че основното преместване е станало когато в района на Дупница са заселени черкезите. Третото преместване – от дъното на „Доло“ на настоящето местоположение се извършва в годините след 9 септември 1944 г. След Освобождението от османска власт селото е било през по-голямата част от съществуването си като съставна част от обединени селища, най-често е привързвано към съседното село Дяково. Самостоятелно е било само в интервала от 1979 до 1999 г. През този период кметове са били Димчо Велинов Наков, Симеон Борисов Видинов и Стоян Владимиров Темелакиев. При преброяванията през годините населението на селото се е променяло:
1881 г.-203 жители; 1888 – 147; 1893 – 147; 1900 – 163; 1905 – 188; 1910 – 186; 1920 – 244; 1926 – 277; 1934 – 323; 1946 – 348; 1956 – 305; 1965 – 200; 1975 – 120; 1985 – 109; 1992 – 78; 2001 – 145.
При първото официално преброяване на населението през 1881 г. в селото е имало двама души, които са били родени през периода 1795 – 1799 г. Това са били един мъж и една жена. Сухата статистика не дава информация за имената им.
Най-възрастният жител на с. Кременик през 2012 г. е Панка (Фанка) Дончова Накова – на 92 години. Родена е през 1920 г.
Училище в селото е открито през 1913 г. Било е построено на празното пространство (сега е оградено с мрежа) над селския магазин. Учениците са учили в смесени паралелки: първо и трето отделение в една стая и второ и четвърто – в друга. Известно време обучението се е провеждало и в частни жилища. Срещу училището, в частна плевня, която още (2012 г.) стои, се е помещавало дълго време кметското „пълномощничество“.
По спомени на местни хора в местността „Друмо“ преди години са намирани изпечени керамични тръби с дължина около 1/2 метър, използвани за водоснбдяване. Тръбите са били уплътнявани със специално приготвена смес от вар, кълчища и шарлаган, наричана „люкюм“. В „новото“ село вода се е докарвала от местни каптажи от „дъното“ на „Доло“. Електрифицирането на селото се е извършило около или след 1956 г./ЛЙ/

### Праисторическо селище
се намира в м. „Градището“, в чашата на язовир „Дяково“. Проучено е сондажно през 1980 г. от Стефан Чохаджиев. Регистрирани са два жилищни хоризонта, отнасящи се към средата на V хил. пр.н.е. – прехода от ранния към късния енеолит. Открити са над 50 цели и фрагментирани керамични съда. Сред оръдията на труда интерес предизвиква един меден клин, чието съдържание на чиста мед е 99,6 %. Селището частично е залято от водите на язовира.
Публикуваното е вярно, но се отнася за землището на с. Дяково, в непосредствена близост до махала „Бучалата“.
Основни публикации:
Čochadžiev, St. Ausgrabungen an der prähistorischen Siedlung beim Dorf Djakovo, Kreis Kjustendil. – Studia Praehistorica, 7, 1984, 64 – 80.

## Религии
100% от населението на с. Кременик е православно. Има изграден православен параклис с малка полукръгла апсида около оброчен камък, в който параклис се извършват църковни обреди. Празникът на селото се чества на 14 септември – Кръстовден. За да могат да присъстват повече местни хора, които не живеят в селото, празнуването се насрочва в предхождащата събота.
В землището на старото село („Друмо“) до р. Друмска, през 1977 г. историци от областния музей в Кюстендил са регистрирали основи на късно-средновековна църква. Височината на стените е била около 1,40 м, а вътрешните размери са били 7,20 х 2,70 м. На източната страна е имало полукръгла апсида. В средата на основата на западната страна, под съвременното надграждане, ясно личи отвора за стария вход в черквата. Оформен е с по две поставени едно над друго, добре оформени каменни блокчета на разстояние около 0,8 м. между тях. Много ясно са очертани и изградените основи на северозападния и югозападния ъгли на старата черковна сграда. (Цв. Дремсизова-Нелчинова, Л. Слоковска – „Археологически паметници на културата“. Окр. ист. музей, гр. Кюстендил, София 1978 г.).
Върху нейните останки със суха зидария е изграден параклис „Св. Лука“. Размерите на новоизградения параклис отговарят напълно на посочените от цитираните автори данни. Построен е на доброволни начала с добри намерения, но не е съобразен с църковните канони /ЛЙ/.

## Обществени институции
Публичната власт се осъществява от кметския наместник на с. Дяково, назначаван от кмета на община Дупница.

## Редовни събития
Всяка година в началото на месец Септември се провежда общоселски събор.

## Други
- Снимки от с. Кременик
- Пътят между Дяково и Кременик
- Изглед към язовира и Рила
- Село Кременик – поглед откъм планината
- Село Кременик – Кметството
- Село Кременик – Църквата
- Село Кременик – Събора на 05.09.2007 г.